# ネタバレサイト
ネタバレサイトとは、漫画やアニメの内容を無断で転載し、公開する違法ウェブサイトのこと。漫画そのものを無断で転載する海賊版サイトと異なり、ストーリーやセリフなどを詳しく文字起こしし、無断で複製して公開しているものを指していう。
物語の続きが知りたい読者が多数アクセスすることにより、多額の広告収入を得ていた事例もある。
出版社はネタバレサイトを問題視し、2014年ごろから、サイト閉鎖を呼び掛けたり、法的措置を採ったりしている。

## 違法性
ネタバレサイトと呼ばれるために誤解される場合があるが、ネタバレそのものは違法ではない。
違法なファスト映画やネタバレサイトの摘発にかかわった中島博之弁護士は、作品のセリフや情景などをそっくりそのまま丸写しするデッドコピーと呼ばれる行為が問題になると指摘している。
また、2021年3月、中島弁護士が出版社である小学館の弁護士として担当した民事裁判では、漫画の「文字の抜き出しも著作権侵害に当たる」として、ネタバレサイトが著作権侵害にあたるとの判決が出された。
作品の感想や批評を主な目的とする際に、公正な慣行に合致し、引用の目的上、正当な範囲内で行われることを条件とし、他人の著作物を引用して利用することができるが、ネタバレサイトは、他人の著作物の内容の殆どまたは全てを無断で転載し、それを閲覧させることで広告などから収入を得ることを目的としている。
実際に摘発されたネタバレサイトでは、漫画読者同士の情報交換の場を謳いながら、無断で漫画のストーリーやセリフを文字起こしした内容が大半を占めていた。
また、特に悪質な行為として、発売日前に作品を入手し、内容を無断で公開する早バレという行為があり、この情報をサイトなどで紹介することで、展開が気になる読者のアクセスを誘発している。

## 摘発例

### 2017年9月
熊本県警察などがネタバレサイト運営者ら5人を著作権法違反容疑で摘発。

### 2022年2月
漫画「ケンガンオメガ」のせりふや情景などを詳しく文字起こしし、無断公開したとして、ネタバレサイトを運営していた男が著作権法違反容疑で書類送検。

### 2022年6月
漫画「BE BLUES！～青になれ～」のセリフを抜き出すなどし、ネタバレサイトに無断で掲載したとして、著作権法違反容疑で書類送検。